# Ванчэн
Ванчэ́н (кит. упр. 望城, пиньинь Wàngchéng, буквально: «смотреть на город») — район городского подчинения городского округа Чанша провинции Хунань (КНР).

## История
В 1951 году из уезда Чанша, входившего тогда в состав Специального района Чанша (长沙专区), был выделен уезд Ванчэн (望城县).  В 1952 году Специальный район Чанша был переименован в Специальный район Сянтань (湘潭专区).
22 марта 1959 года уезд Ванчэн был вновь присоединён к уезду Чанша, а 31 марта того же года уезд Чанша был передан из состава Специального района Сянтань под юрисдикцию властей города Чанша.
В 1977 году был вновь образован уезд Ванчэн.
В 2011 году уезд Ванчэн был преобразован в район городского подчинения.

## Административное деление
Район делится на 10 уличных комитетов и 5 посёлков.